# Берёзовка (Бузулукский район)
Берёзовка — село в Бузулукском районе Оренбургской области России. Административный центр муниципального образования сельского поселения Берёзовский сельсовет.

## География
Село в северной части района на реке Берёзовке в 5 км слева от автодороги Бузулук—Бугуруслан.

Удалённость от районного центра и ближайшей ж/д станции — 45 км.

Расстояние до областного центра — 345 км.

## История
Основана как деревня в конце XVIII века помещиком Филиппом Твердиловым. Поименована от названия реки и фамилии помещика. Проживало более 200 человек.

## Население
| 2003 | 2010 |
| ---- | ---- |
| 453  | ↘399 |

Национальный состав
По данным Всероссийской переписи населения 2010 года:
| № | Национальность | Численность, чел. | Доля |
| - | -------------- | ----------------- | ---- |
| 1 | русские        | 337               | 85 % |
| 2 | турки          | 40                | 10 % |
| 3 | татары         | 4                 | 1 %  |
| 4 | украинцы       | 4                 | 1 %  |
| 5 | другие         | 14                | 3 %  |

## Достопримечательности
- На территории села в 1985 году воздвигнут обелиск в память односельчанам, не вернувшимся с фронтов Великой Отечественной войны 1941—1945 гг.
- В 1995 году открыты мемориальные доски, на которых отмечены фамилии 65 погибших односельчан.

## Учреждения социальной сферы
Муниципальное образовательное бюджетное учреждение «Берёзовская основная общеобразовательная школа».

МБУК «Централизованная клубная система Бузулукского района».

МБУК "Бузулукская центральная районная система «Берёзовская библиотека-филиал № 2».

Имеется фельдшерско-акушерский пункт.

## Заслуженные люди
- Миронов Григорий Григорьевич — Герой Советского Союза.